# Love in the Ghetto
Love in the Ghetto è un cortometraggio muto del 1913 diretto da Oscar Eagle. Sceneggiato da J. Edward Hungerford e prodotto dalla Selig Polyscope Company, il film aveva come interpreti Frank Weed, Lillian Logan, Thomas Carrigan, George L. Cox.

## Produzione
Il film fu prodotto dalla Selig Polyscope Company

## Distribuzione
Distribuito dalla General Film Company, il film - un cortometraggio in una bobina - uscì nelle sale cinematografiche statunitensi il 24 aprile 1913.